# Tom of Finland

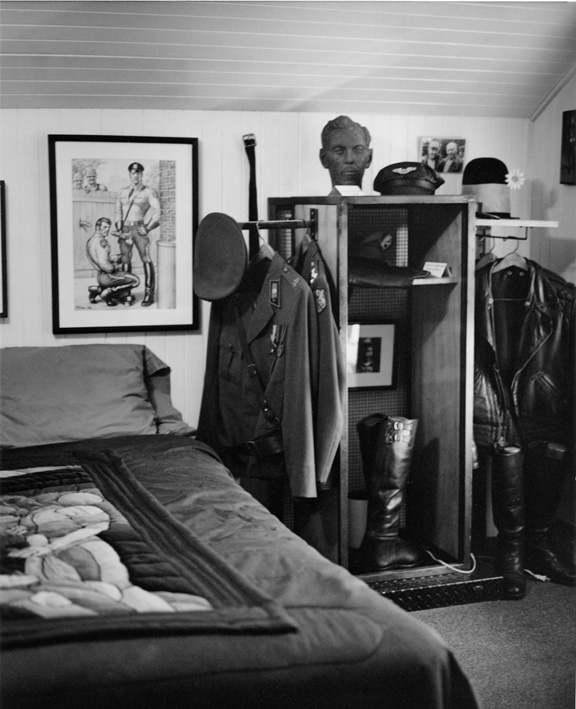
Pokój artysty (Fundacja Tom of Finland w San Francisco)

Tom of Finland, właśc. Touko Valio Laaksonen (ur. 8 maja 1920 w Kaarina koło Turku w Finlandii, zm. 7 listopada 1991 w Helsinkach) – fiński rysownik, malarz, ilustrator. W środowiskach gejowskich czołowa postać estetycznego nurtu admiracji piękna ciała męskiego i muskularności w ich aspektach erotyczno-seksualnych.

## Życiorys

### Dzieciństwo i młodość
Touko Laaksonen urodził się w tradycyjnej rodzinie mieszczańskiej w małym miasteczku Kaarina, opodal starej stolicy Turku. Od wczesnych lat dziecięcych pasjonowało go rysowanie młodych, silnych mężczyzn. Jak sam wspominał, pierwsze rysunki o silnym, erotycznym zabarwieniu robił już w wieku 10 lat. Początkowo obiektem tych rysunków byli lokalni farmerzy i kierowcy ciężarówek i autobusów przejeżdżających przez miasteczko. Z biegiem lat dużą część tematyki poświęcił młodym mężczyznom w mundurach wojskowych, żeglarskich, motocyklowych.
W 1939 przeniósł się do Helsinek, gdzie w wieku 19 lat podjął studia w Akademii Sztuki. Zostały one przerwane przez II wojnę światową i poborem do wojska w 1940. Przyznał potem, że kontakty i kamraderia żołnierska miały bardzo silny wpływ na jego późniejszą twórczość. Już u schyłku lat 40. XX wieku zafascynowała go subkultura „leatherman” i pozostał pod wpływem tej fascynacji do końca swojego życia. Początkowo brązowe, potem wyłącznie czarne skórzane kurtki i spodnie były stałym ubiorem Toma i częstym elementem jego rysunków i scen rodzajowych. W 1953 poznał w Helsinkach młodego tancerza Veli. Przygodna znajomość szybko przerodziła się w trwałe uczucie i Veli pozostał partnerem Toma przez następne 28 lat, do śmierci Veli w 1981.
W latach 50. Touko Laaksonen rozpoczął częste wyjazdy do Europy Zachodniej, zwłaszcza do Londynu, Berlina i Hamburga. Te wyjazdy wiązały się z odkrywaniem nowych środowisk i prężnego życia grup gejowskich w tych miastach. Otwierały też możliwości zaprezentowania jego rysunków i ilustracji szerszej publiczności, zetknięcie się z popularnymi nurtami w tym specyficznym rodzaju sztuki. Okazały się one autentycznym otwarciem okna na świat zewnętrzny z nieco uśpionej i prowincjonalnej Finlandii. Z czasem Berlin, a zwłaszcza Hamburg stały się drugim domem Laaksonena.

### Kariera
Był to też początek nowego stylu jego prac. Z techniki fotorealistycznej powoli wypracował charakter rysunkowo-ilustracyjny z charakterystycznym podkreśleniem elementów atletyczno-seksualnych prezentowanych postaci i scen. W latach 70. sukces komercyjny pozwolił mu na całkowite poświęcenie się pracy ilustracyjnej. Okres ten zaowocował zachowanymi do dziś szkicami do ilustracji wskazującymi na dokładne studiowanie elementów kompozycji i detali postaci, takich jak: grymas twarzy, układ dłoni lub wstawianie do kompozycji elementów symboli popularnych w ówczesnej subkulturze gejowskiej. Często za wzór i pomysł artystyczny służyły mu prace starych mistrzów, zwłaszcza z okresu renesansu włoskiego, gdzie wiodącej inspiracji dostarczały mu prace Michała Anioła, znanego z posługiwania się modelem młodego, muskularnego mężczyzny. Zaskakującymi, ale konsekwentnymi w doborze tematyki, były wzory czerpane z plakatów propagandowych III Rzeszy i Rosji stalinowskiej, często przedstawiające postacie młodych, wyidealizowanych żołnierzy lub robotników. Największy wpływ na styl Toma miał jednak amerykański malarz Paul Cadmus.
Lata 70. zapoczątkowały też stałą współpracę Toma z amerykańskimi wydawnictwami erotycznymi. By ułatwić anglosaskiej publiczności zapamiętanie nazwiska, zaczął wówczas używać formy „Tom of Finland”. Pod tym właśnie pseudonimem znany jest dziś w świecie artystycznym i środowiskach LGBT. Jedną z najbardziej popularnych postaci rysunków Toma był Kake – muskularny, wesoły młodzieniec zawsze gotów do kolejnych przygód erotycznych. Kake był bohaterem 26 kompletnych serii rysunkowych i występował łącznie na ponad 500 rysunkach Toma. Te rysunki i serie ilustracyjne przyniosły mu sławę i sukces komercyjno-artystyczny. Obok Roberta Mapplethorpe, z którym łączyły go stosunki przyjacielskie, był ikoną nowego, awangardowego nurtu nowej popkultury postmodernistycznej.
Tom nie zabiegał o uznanie artystyczne dla swoich prac. I faktycznie przyszło ono dość późno w jego życiu. Sam określił kiedyś swoje prace jako z natury pornograficzne. Nie ukrywał, że głównym ich celem nie są abstrakcyjne doznania estetyczne, a podniecenie seksualne. Był częścią awangardowego tła rewolucji kulturalnej i późniejszych zdobyczy postmodernistycznej popkultury.
Prace Toma of Finland znajdują się dziś w wielu muzeach i galeriach sztuki. Z najważniejszych wymienić można: Muzeum Sztuki Współczesnej w Helsinkach, Muzeum Sztuki Rejonu Los Angeles, Muzeum Sztuki Nowoczesnej w San Francisco.
W 2000 projektanci mody Gary Robinson i David Johnson we współpracy z producentem wódki Absolut ze Szwecji przygotowali kolekcję mody nazwaną „Absolut Tom”. Kolekcja zawiera elementy odzieży związanej z tematem twórczości Toma of Finland i graficzny symbol znanej butelki wódki Absolut